# HIF1A
فاکتور ۱-آلفا القاشونده توسط هیپوکسی (انگلیسی: Hypoxia-inducible factor 1-alpha) یک پروتئین است که در انسان توسط ژن «HIF1A» کُدگذاری می‌شود
.

## عملکرد
این مولکول یک زیرواحد از فاکتور رونویسی القاشونده توسط هیپوکسی و یکی از عوامل مهم تنظیم بیان ژن در پاسخ به هیپوکسی است. هرگونه تغییر در ژن سازندهٔ این پروتئین در بروز برخی انواع سرطان، و همچنین در تغییر در فرایندهایی نظیر رگ‌زایی، سوخت‌وساز، دوام سلول و تهاجم تومورها نقش دارد.

## اهمیت بالینی
افزایش بیان ژن HIF-1 در بسیاری از سرطان‌های انسان مشاهده شده‌است که از آن میان می‌توان به سرطان روده بزرگ، سرطان پستان، سرطان لوزالمعده، سرطان کلیه، سرطان پروستات، سرطان تخمدان، تومور مغزی و سرطان مثانه اشاره کرد.
افزایش سطح Hif-1a در سرطان دهانه رحم، سرطان ریه غیر سلول کوچک، سرطان پستان، اولیگودندروگلیومای مغز، سرطان دهان و گلو، سرطان تخمدان، سرطان آندومتر، سرطان مری، سرطان‌های سر و گردن و سرطان معده مشاهده شده و با افزایش پیشرفت سریع بیماری مرتبط است به نحوی که می‌توان از آن، جهت تعیین پیش‌آگهی بیماری و پیش‌بینی احتمال مقاومت به پرتودرمانی و شیمی‌درمانی و افزایش احتمال مرگ استفاده نمود.

## برای مطالعهٔ بیشتر
- Semenza GL (August 2000). "HIF-1 and human disease: one highly involved factor". Genes & Development. 14 (16): 1983–91. PMID 10950862.
- Semenza G (September 2002). "Signal transduction to hypoxia-inducible factor 1". Biochemical Pharmacology. 64 (5–6): 993–8. doi:10.1016/S0006-2952(02)01168-1. PMID 12213597.
- Arbeit JM (2002). "Quiescent hypervascularity mediated by gain of HIF-1 alpha function". Cold Spring Harbor Symposia on Quantitative Biology. 67: 133–42. doi:10.1101/sqb.2002.67.133. PMID 12858534.
- Sitkovsky M, Lukashev D (September 2005). "Regulation of immune cells by local-tissue oxygen tension: HIF1 alpha and adenosine receptors". Nature Reviews. Immunology. 5 (9): 712–21. doi:10.1038/nri1685. PMID 16110315.
- Mobasheri A, Richardson S, Mobasheri R, Shakibaei M, Hoyland JA (October 2005). "Hypoxia inducible factor-1 and facilitative glucose transporters GLUT1 and GLUT3: putative molecular components of the oxygen and glucose sensing apparatus in articular chondrocytes". Histology and Histopathology. 20 (4): 1327–38. doi:10.14670/HH-20.1327. PMID 16136514.
- Schipani E (2006). "Hypoxia and HIF-1 alpha in chondrogenesis". Seminars in Cell & Developmental Biology. 16 (4–5): 539–46. doi:10.1016/j.semcdb.2005.03.003. PMID 16144691.
- Haase VH (August 2006). "Hypoxia-inducible factors in the kidney". American Journal of Physiology. Renal Physiology. 291 (2): F271–81. doi:10.1152/ajprenal.00071.2006. PMC 4232221. PMID 16554418.
- Liang D, Kong X, Sang N (November 2006). "Effects of histone deacetylase inhibitors on HIF-1". Cell Cycle. 5 (21): 2430–5. doi:10.4161/cc.5.21.3409. PMC 4505804. PMID 17102633.